# Aeroportul Internațional Lubbock Preston Smith
Aeroportul Internațional Lubbock Preston Smith (IATA: LBB, ICAO: KLBB, FAA LID: LBB) este un aeroport din Texas, Statele Unite ale Americii ce deservește zona Lubbock. Aeroportul a fost tranzitat în 2019 de 1.040.362 de pasageri. A fost numit după Preston Smith⁠(d).
Situat la o altitudine de 1.000 m, aeroportul dispune de 3 piste. Este operat de United States Army Air Forces⁠(d).

## Infrastructură

### Piste
Aeroportul dispune de 3 piste: 
- pista 08/26 din beton, cu dimensiunile 8.003 picioare × 150 picioare
- pista 17L/35R din asfalt, cu dimensiunile 2.891 picioare × 74 picioare
- pista 17R/35L din beton, cu dimensiunile 11.500 picioare × 150 picioare